# Louis Le Guennec
Pour les articles homonymes, voir Le Guennec.
 Louis Le Guennec (né le 4 août 1878 à Morlaix, décédé le 22 septembre 1935 à Quimper) est un archéologue, historien et illustrateur breton qui a laissé une abondante œuvre littéraire et artistique centrée essentiellement sur la Bretagne.

## Biographie
Fils de Yves Marie Le Guennec et de Marie Jeanne Françoise Le Guerch, il naît quai de Tréguier à Morlaix. Dès 1893, n'ayant même pas le certificat d'études, il entre comme apprenti lithographe à l'imprimerie Lejat de Morlaix et se passionnant déjà pour le patrimoine breton, il commence à publier des articles de journaux et des dessins. En 1910, il épouse à Morlaix Renée Huitric dont il aura quatre enfants. Il est bègue, ce qui explique sans doute en partie sa passion pour les archives.
Dès 1902, il adhère à la Société archéologique du Finistère. Il écrit de nombreux articles pour le bulletin de cette société, dont il devient le trésorier en 1919, et rédige les comptes-rendus de son activité pour le journal La Dépêche de Brest.
Il vit à Brest, mobilisé comme auxiliaire dans un service médical entre 1914 et 1919, année où il s'installe à Quimper et reprend une librairie du centre-ville, à l'angle des rues Keréon et de la Halle. En 1924, il succède à Frédéric Le Guyader comme archiviste, puis comme conservateur de la bibliothèque de Quimper, consacrant alors une bonne partie de son temps à l'écriture et à l'inventaire des chapelles, manoirs et châteaux bretons.
Il se lie d'amitié avec le chanoine Abgrall, Anatole Le Braz et Charles Le Goffic. Louis Le Guennec était aussi très proche de son cousin Joseph Ollivier, bibliophile et chercheur breton.

## Œuvre littéraire
Son abondante bibliographie compte 951 œuvres, livres et articles confondus :
- De nombreux articles de journaux à partir de 1896 pour Le Morlaisien, La Résistance, La Dépêche de Brest et de l'Ouest, L'Ouest-Éclair, L'Écho du Finistère.
- De nombreux articles dans des revues, par exemple :
  - Les enfants illégitimes dans les registres paroissiaux, revue An Oaled, tome 7, n°35, 1er trimestre de 1931[3].
  - Le manoir de la Forêt près Quimper, revue Bretagne.
  - Saint-Pol-de-Léon à l'époque des Cent-Jours, revue Bretagne n° 109, 1933
  - La controverse du Barzaz-Breiz, revue an Oaled
- Livres : 
  - Vieux châteaux bretons (contes sur ces vieilles demeures)
  - Le Finistère monumental :
    - Tome I : Morlaix et sa région (réédition  "Les amis de Louis Le Guennec", Quimper, 1979)
    - Tome II : Brest et sa région (réédition  "Les amis de Louis Le Guennec", Quimper, 1981)
    - Tome III : Histoire de Quimper-Corentin et de son canton (réédition  "Les amis de Louis Le Guennec", Quimper, 1984, (ISBN 2-901-935-04-X) édité erroné)

  - Choses et gens de Basse-Bretagne (réédition "Les amis de Louis Le Guennec", 1976)
  - Nos vieux manoirs à légendes (Cornouaille, Léon, Tréguier), 1936 (réédition "Les amis de Louis Le Guennec", 1968)
  - En Breiz-Izel autrefois (réédition "Les amis de Louis Le Guennec", 1940)
  - Notice sur la commune de Plougonven Finistère, Mouez ar Vro, Morlaix, 1922
  - Guide illustré du tourisme dans le pays de Saint-Renan, Le Conquet et Ouessant (réédition éditions Le Thabor, 2010)
  - Guide illustré de Brest et des environs (réédition éditions Le Thabor, 2010,  (ISBN 9782917018361))
  - Les vieux manoirs fortifiés du Finistère, 1924
  - Vieux souvenirs bas-bretons, 1930
  - Le tourisme en Bretagne à travers les âges, 1931
  - Guide du touriste dans le canton de Lanmeur : communes de Lanmeur, Plougasnou, Saint-Jean-du-Doigt, Plouézoch, Guimaëc, Locquirec, Plouégat-Guérand et Garlan, 1900 (son premier livre)
  - Étude de la voie romaine et du chemin de pèlerinage des Sept Saints de Bretagne entre Quimper et Saint-Pol-de-Léon (avec Jean-Marie Abgrall), 1912
  - Le Prieuré de Notre-Dame de Kernitron à Lanmeur, 1914
  - La Rivière et la Rade de Morlaix
  - etc.

## Œuvre artistique
Louis Le Guennec a dessiné de très nombreux châteaux, manoirs, gentilhommières, églises, chapelles, maisons, fermes, menhirs, armoiries, etc. ayant un intérêt patrimonial, y compris des édifices désormais disparus et qui nous sont connus grâce à lui, dans le Finistère, le Morbihan et les Côtes-du-Nord (Côtes-d'Armor désormais). Il dessina aussi des portraits d'hommes, de femmes, d'enfants et de vieillards. En tout, plusieurs milliers de dessins ont été recensés.
La Société des Amis de Louis Le Guennec, créée en 1936, perpétue sa mémoire. En 2010, elle a fait don aux archives de la ville de Quimper de nombreux dessins de Louis Le Guennec. Le musée de Morlaix conserve aussi 59 dessins de Louis Le Guennec acquis par la ville à partir de 1900.

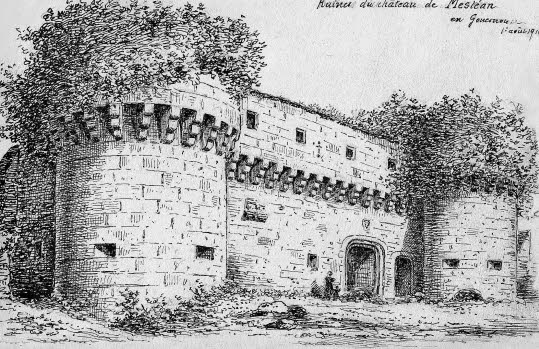
Gouesnou : le château de Mesléan en ruines (dessin de Louis Le Guennec, vers 1920
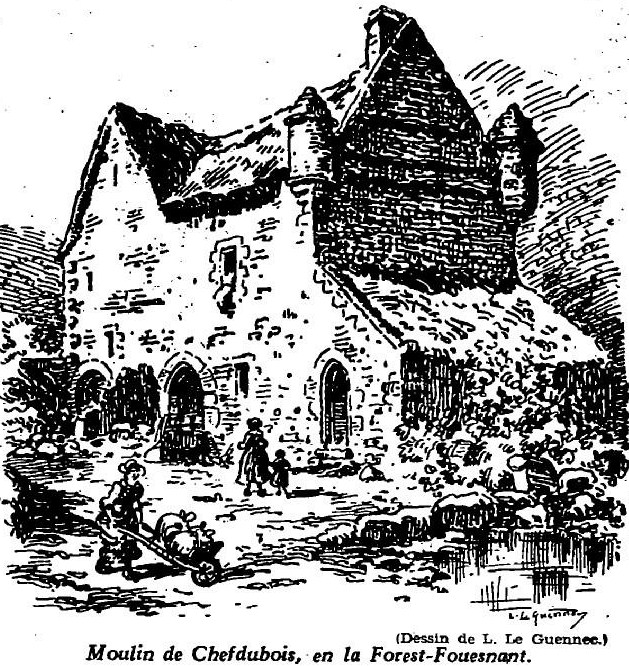
L'ancien moulin de Chef-du-Bois à La Forêt-Fouesnant (dessin de Louis Le Guennec, 1929)
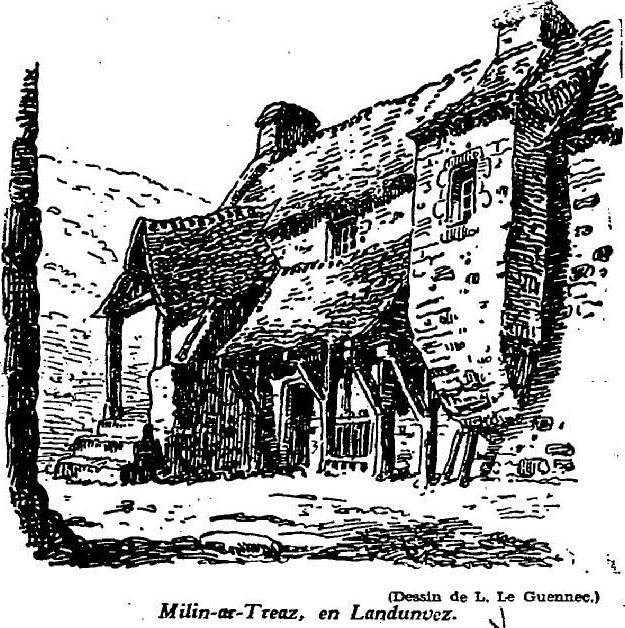
L'ancien moulin Milin-ar-Trez à Landunvez (dessin de Louis Le Guennec, 1929)
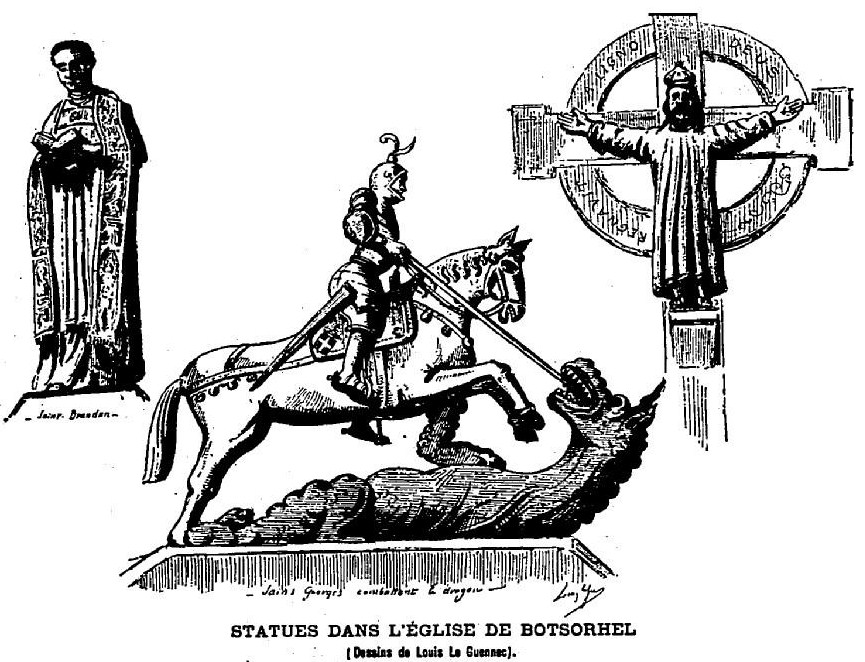
Statues dans l'église de Botsorhel (dessin de Louis Le Guennec, 1903)
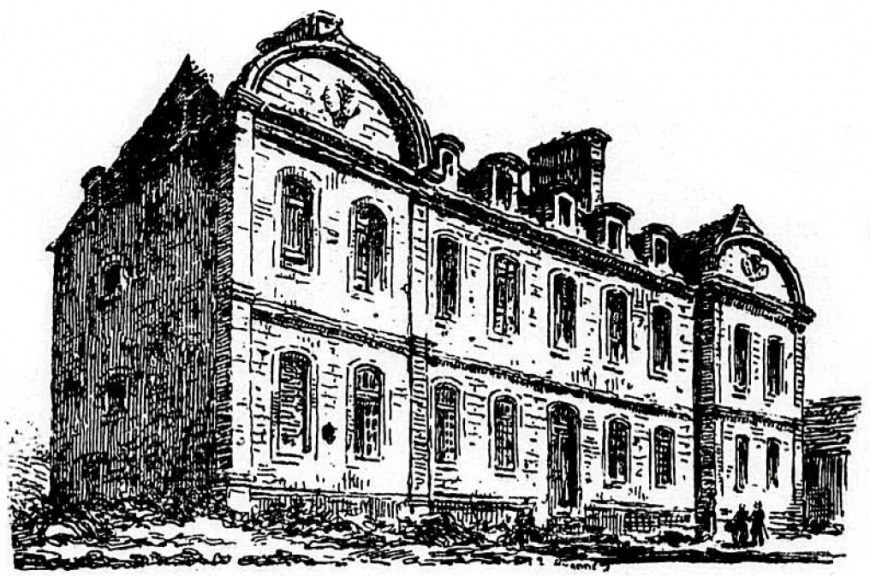
Le château de Lézergué à Ergué-Gabéric (dessin de Louis Le Guennec)
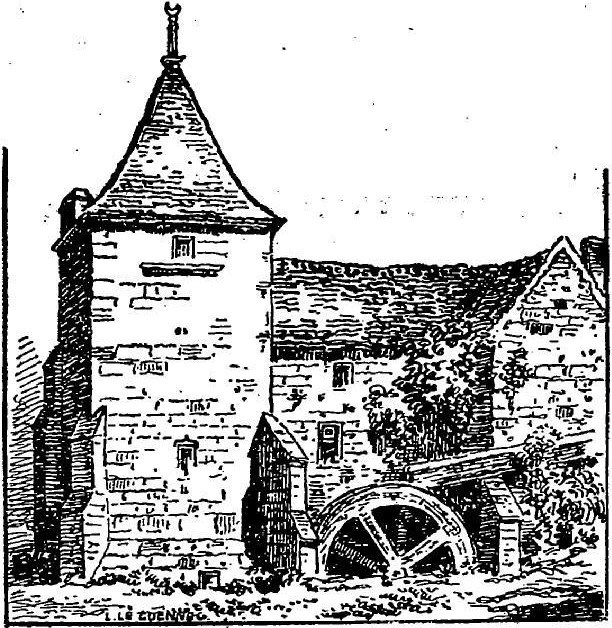
Le moulin du Rouazle à Dirinon en 1929 (dessin de Louis Le Guennec)
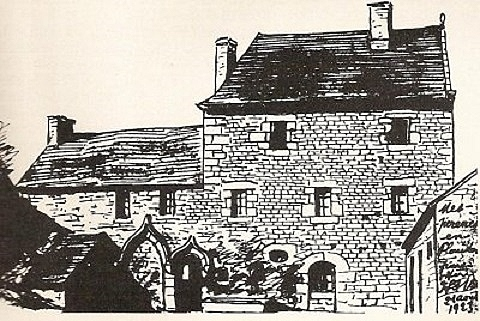
Le manoir de Mespérennez (alors en Plouider, désormais en Saint-Méen)